# قضقاض عربي
قضقاض عربي (الاسم العلمي: Bassia arabica)، شجيرة معمرة متفرعة بكثافة.يصل ارتفاعها 50-70 سم، وقطرها 20-30 سم، وفروعها السفلية متساقطة. موطنها في شبه الجزيرة العربية وبلاد الشام ومصر وليبيا، تعيش في موائل مالحة.